# Франтирёры
Франтирёры (фр. Francs-tireurs — вольные стрелки) — французские партизаны во время франко-прусской войны 1870—71 годов.

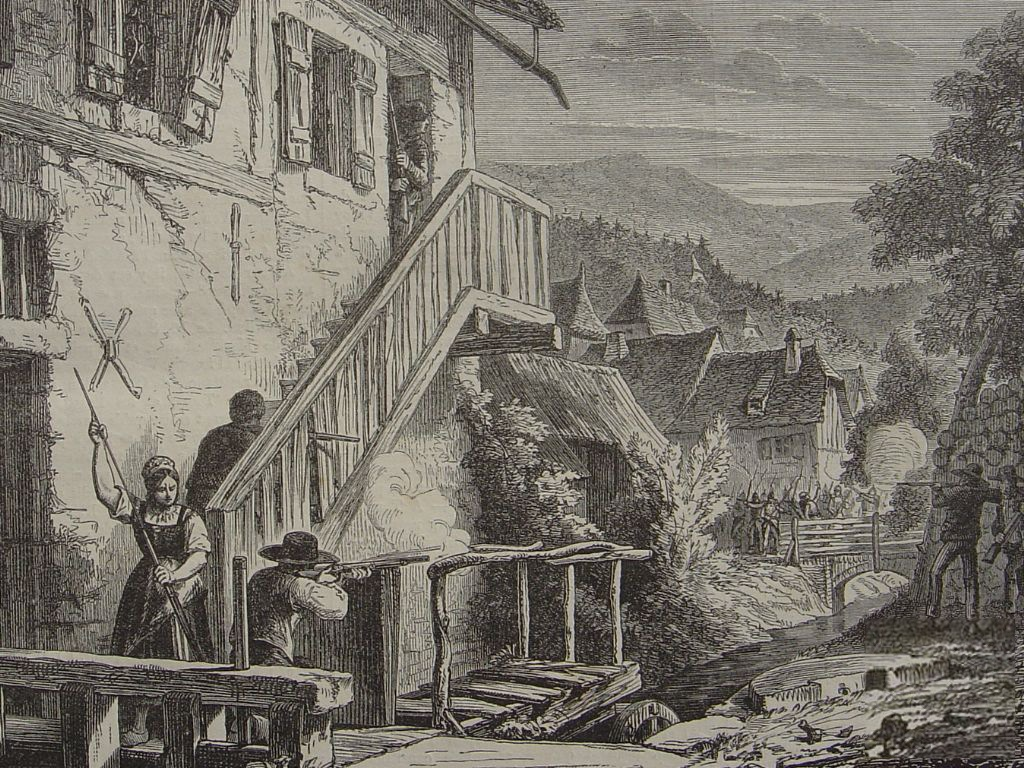
Франтирёры в Вогезах во время франко-прусской войны

В 1868 году военный министр Франции маршал Ньель приступил к формированию отрядов франтирёров, которые должны были служить дополнением национальной гвардии. Во франтирёры записывались отставные солдаты, и так как все эти отряды были сформированы в восточных провинциях Франции, то на содействие их при ведении «малой войны» французское правительство очень рассчитывало. Однако быстрый захват немцами восточных провинций Франции в начале франко-прусской войны 1870 года не дал возможности использовать их.
В начале войны декретом Наполеона III франтирёры были призваны к оружию, после разгрома французской армии при Седане новое правительство Франции решило прибегнуть к их услугам. По указу 29 сентября они поступили в ведение военного министра, а потом причислены к армейским корпусам и территориальным дивизиям. По призыву Гамбетты очень быстро сформировалось 404 пехотных, 4 кавалерийских и 26 артиллерийских отрядов, всего около 45 тысяч человек.
Действия франтирёров состояли преимущественно в нападениях на неприятельские обозы, слабые отряды, железнодорожные поезда, военные склады и т. п. Вначале франтирёры были плохо вооружены, не получали содержания, не знали воинской дисциплины и жили преимущественно грабежом. Франтирёры делились на случайных, то есть действовавших временно, и постоянных. Первые состояли преимущественно из крестьян, мстивших неприятелю за причиненное им войной разорение; вторые, лучше вооруженные, приобрели военную организацию и отличились во многих столкновениях с противником. Немцы для противодействия франтирёрам вынуждены были выделять значительные силы и тем ослаблять свою основную армию.
Однако история франко-прусской войны дает немного примеров действительной пользы, принесённой франтирёрами: взрыв Вогезскими стрелками моста Фонтенуа на реке Мозель на коммуникационной линии немцев; оборона Шатодена франтирёрами полковника Липовского; действия легиона франтирёров в сражении при Лоньи и, наконец, деятельность «конных разведчиков Сены» при осаде Парижа.
Причина этого, помимо отсутствия дисциплины и внутренней спайки у франтирёров, заключалась в карательных мерах, которыми немцы отвечали на каждое проявление франтирёрами партизанских действий. Немцы считали франтирёров незаконными комбатантами и в случае взятия их в плен подвергали расстрелам.